# Delta Serpentis
Delta Serpentis (δ Serpentis, förkortat Delta Ser, δ Ser) som är stjärnans Bayerbeteckning, är en multippelstjärna belägen i den mellersta delen av stjärnbilden Ormen. Den har en skenbar magnitud på 4,23 och är synlig för blotta ögat där ljusföroreningar ej förekommer. Baserat på parallaxmätning inom Hipparcosuppdraget på ca 14,3 mas, beräknas den befinna sig på ett avstånd på ca 210 ljusår (ca 64 parsek) från solen.

## Nomenklatur
Delta Serpentis var en del av den arabiska asterismen al-Nasaq al-Yamānī, "Södra linjen" av al-Nasaqān "De två linjerna". tillsammans med α Serpentis (Unukalhai), ε Serpentis (Ba, Pa) δ Ophiuchi (Yed Prior), ε Ophiuchi (Yed Posterior), ζ Ophiuchi (Han) och Y Ophiuchi (Tsung Ching). Enligt stjärnkatalogen i The Technical Memorandum 33-507 - A Reduced Star Catalog Containing 537 Named Stars var al-Nasaq al-Yamānī eller Nasak Yamani benämningen för två stjärnor: δ Serpentis som Nasak Yamani I och ε Serpentis som Nasak Yamani II.

## Egenskaper
Primärstjärnan Delta Serpentis A är en gul till vit underjättestjärna av spektralklass F0 IV. Den har en beräknad radie som är ca 6,8 gånger större än solens och utsänder ca 120 gånger mera energi än solen från dess fotosfär vid en effektiv temperatur på ca 7 400 K.
Delta Serpentis består av två dubbelstjärnor separerade med 66 bågsekunder. Följeslagare, Delta Serpentis B, är också en underjätte av spektraltyp F och magnitud +5,2. A och B är åtskilda med 4 bågsekunder och har en omloppsbana runt sitt masscentrum med en omloppsperiod på 3 200 år. Stjärnorna Delta Serpentis C av 14:e magnituden och Delta Serpentis D av 15:e magnituden utgör den andra dubbelstjärnan i konstellationen. De är separerade från varandra med 4,4 bågsekunder.
Delta Serpentis är en pulserande variabel av Delta Scuti-typ (DSCTC). Den har skenbar magnitud +4,23 och varierar i amplitud 0,04 med en period av 0,134 dygn eller 3,2 timmar.